# Witte grijsbandspanner
De witte grijsbandspanner (Cabera pusaria) is een nachtvlinder uit de familie van de spanners. De spanwijdte varieert van 32 tot 35 millimeter.
Eitjes worden gelegd op allerlei loofbomen. De rupsen verschijnen in mei en juni. Vele rupsen overwinteren als pop in spinsel tussen afgevallen bladeren. In het voorjaar leveren ze de eerste generatie vlinders. Andere rupsen gaan in juli reeds verpoppen en leveren zo de tweede generatie vlinders. Beide generaties lopen in elkaar over, zodat de vlinder van mei tot september gevonden kan worden.
De witte grijsbandspanner is makkelijk te herkennen aan de drie parallelle grijze lijnen dwars over de vleugels. Hij lijkt sterk op de bruine grijsbandspanner. De lijntjes lopen echter recht over de voorvleugel bij de witte grijsbandspanner, terwijl ze daar bij de bruine grijsbandspanner een knik maken.
Het is in Nederland en België een algemene nachtvlinder die makkelijk op licht afkomt.